# Сколіоз
Сколіо́з (англ. scoliosis, походить від грец. σκολιός — «викривлення») — захворювання опорно-рухового апарата, що характеризується викривленням хребта у фронтальній (боковій) площині з розворотом хребців (торсія) навколо своєї вертикальної осі. Процес формування сколіотичної деформації — це результат взаємодії чинників, що порушують вертикальне положення хребта, й пристосувальних реакцій, спрямованих на збереження вертикального положення. Приблизно у 80 % усіх випадків причина виникнення викривлень невідома.
Сколіоз може починатися в будь-якому віці. Найчастіше він зустрічається в період швидкого зростання — у віці від 6 до 24 місяців, 5 — 8 років, 11 — 14 років життя
Зі збільшенням викривлення зростає тенденція до погіршення проблем загального стану здоров'я. Сильні сколіози є причиною деформації тулуба та його укорочення і призводять до зменшення об'єму грудної клітки і черевної порожнини.

## Класифікація
Існує декілька класифікацій сколіозу заснованих на причині його виникнення, особливостях перебігу сколіотичної хвороби, ступеня виразності викривлення тощо.
Сколіоз хребта поділяється на такі групи:
1. Залежно від походження:
1. — сколіози міопатичного походження (як наслідок патології розвитку м'язової тканини і зв'язок)
2. — сколіози неврогенного походження (як наслідок поширеного ураження спинного мозку при поліомієліті)
3. — диспластичні сколіози (аномалії розвитку хребців і ребер)
4. — рубцеві (обумовлені захворюваннями грудної клітки, що призводять до утворення рубцевої тканини, що перешкоджає нормальній роботі й положенню хребта)
5. — ідіопатичні (походження невідоме)
6. — посттравматичні (як наслідок перенесених травм хребта, грудної клітки, таза, кінцівок)

2. За формою викривлення хребта сколіоз поділяється на:
- С-подібний (з однією дугою викривлення хребта),
- S- подібний (з 2-ма дугами),
- Z- подібний (з 3-ма дугами)

3. За локалізацією викривлення:
- шийно — грудний (вершина викривлення на рівні Th4 — Th5);
- грудний (вершина викривлення на рівні Th8 — Th9);
- грудопоперековий (вершина викривлення на рівні Th11 — Th12);
- поперековий (вершина викривлення на рівні L1 — L2);
- попереково-крижовий (вершина викривлення на рівні L5 — S1);
- комбінований.

4. За зміною статичної функції хребта:
- компенсована (урівноважена) форма сколіозу;
- некомпенсована (неврівноважена) форма сколіозу.

5. Рентгенологічна класифікація (згідно з наказам МО України):
- 1 ступінь сколіозу. Кут 1° — 10°.
- 2 ступінь сколіозу. Кут 11° — 30°.
- 3 ступінь сколіозу. Кут 30° — 50°.
- 4 ступінь сколіозу. Кут > 50°.

6. За зміною ступеня деформації:
- нефіксований (нестабільний);
- фіксований (стабільний).

7. За клінічним процесом:
- непрогресуючий сколіоз;
- прогресуючий сколіоз.

8. За часом виникнення:
- вроджені;
- набуті;
  - Ідіопатичний сколіоз за віком
    - інфантильний 0-2 роки
    - ювенільний 3-9 років
    - підлітковий 10-17 років
    - сколіоз дорослого >18 років[1]

9. За ступенем поширеності:
- тотальні;
- часткові.

10. Сколіози поділять також на:
- прості (що мають 1 дугу);
- складні (2 або 3 дуги).

## Причини виникнення
- Нерівномірне хвилеподібне прискорення росту
- Спадковість
- Наявність плоскостопості
- Захворювання суглобів
- Одноманітне носіння портфелю в одній руці
- Збільшення ваги тіла
- Слабкість м'язів
- Невірно підібрані меблі для навчання (сидіння)
- Постійне перенавантаження певних м'язів [джерело?]

## Лікування
У відпрацьованій європейській практиці відповідно до тяжкості сколіозу як економічно ефективні лікувальні заходи застосовуються: спеціалізована антисколіозна гімнастика' (гімнастика за методикою Катаріни Шрот) або аналогічні їй «дихальні» гімнастики, витягування хребта, інтегративна кінезотерапія, корсетотерапія різноманітними корсетами за принципом Еббота-Шено або операція, що фіксує хребет за допомогою металевих конструкцій й аутотрансплантатів, т. з. спонділодез або «fusion»-закріплення.
Серед нових терапій добре себе зарекомендувала ударно-хвильова терапія. УХТ — це вплив на організм за допомогою акустичних хвиль низької частоти (не доступної для людського вуха) і високої інтенсивності. Хвилі швидко проходять крізь м'які тканини (м'язи) і рідини (кров і лімфа), запускаючи процеси регенерації. Опір м'яких тканин цим хвилям невеликий, на відміну від кісток і хрящів. Тобто, хвилі УХТ не травмують м'які тканини, проходять як би «крізь них», а доходячи до кісткової і хрящової тканин починають «діяти», розбиваючи патологічні утворення (нарости, шипи), камені.

## Лікувальні заклади в Україні
- У Сокалі Львівської області з 1969 року діє загальноосвітня санаторна школа-інтернат для дітей хворих на сколіоз.
- У Харківській області існує комунальний заклад «Харківський санаторний навчально-виховний комплекс № 13» для дітей із проблемою сколіозу.
- У Полтаві діє дитячий санаторій для дітей із порушенням опорно-рухового апарату.